# Kanttila
Kanttila est un musée  dans le quartier de Väinölänniemi à Kuopio en Finlande.

## Présentation
Le musée présente la maison de Minna Canth.
L'association Minna Canth ry, fondée à l'automne 2016, a conclu un accord préliminaire pour l'achat de la maison.
L'association prévoyait de rénover le bâtiment et le transformer en installation culturelle, et la maison comprendrait également des logements.
Le 29 mars 2017, Bonava Suomi Oy a vendu la maison, connue sous le nom de Kanttila, à l'association Minna Canth talo ry. 
La transaction comprenait des biens immobiliers et des terrains.
L'Université des sciences appliquées de Savonie, l'Université des sciences appliquées de Savo et de nombreux autres partenaires ont commencé à projeter la rénovation de Kanttila. 
La ville de Kuopio a acheté le terrain de Kanttila à Minna Canth talo ry en 2019, mais la Minna Canth talo ry est resté propriétaire du bâtiment Kanttila.